# Chlaenius leucoscelis
Chlaenius leucoscelis är en skalbaggsart som beskrevs av Louis Alexandre Auguste Chevrolat. Chlaenius leucoscelis ingår i släktet Chlaenius och familjen jordlöpare. Inga underarter finns listade i Catalogue of Life.